# 519 Sylvania
519 Sylvania eller 1903 MP är en asteroid i huvudbältet, som upptäcktes den 20 oktober 1903 av den amerikanske astronomen Raymond Smith Dugan vid observatoriet i Heidelberg. Den är uppkallad efter en skog upptäckaren vistades i som barn.
Asteroiden har en diameter på ungefär 40 kilometer.